# HMS Otus (S18)

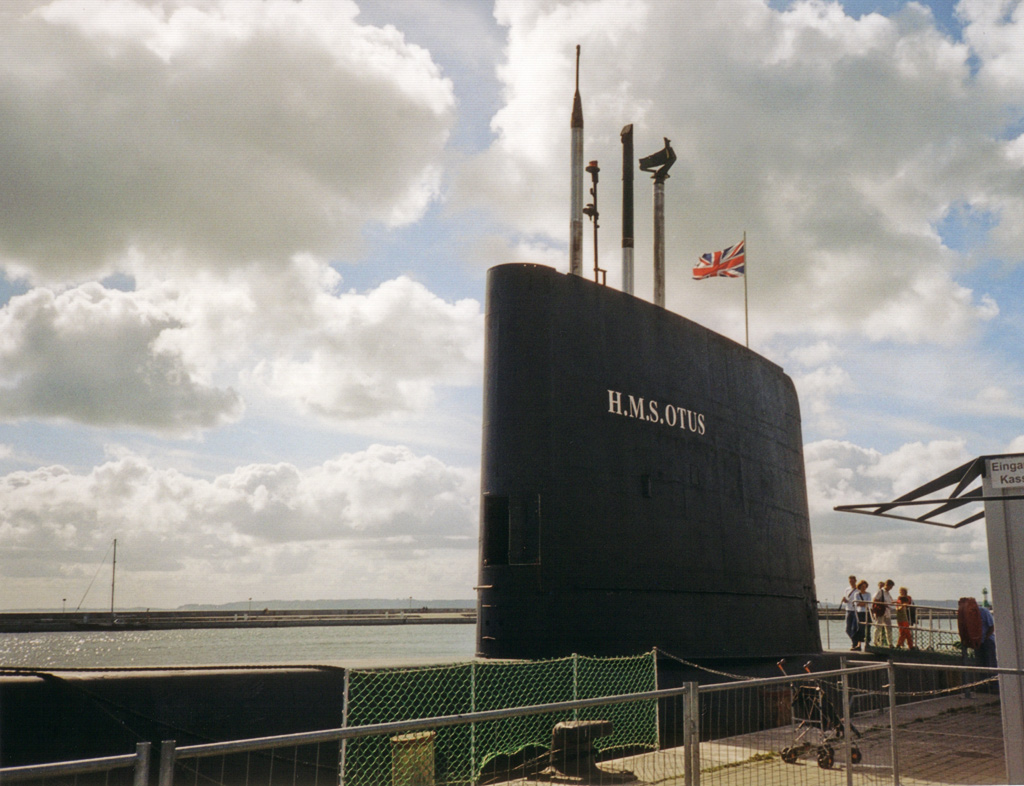
De HMS Otus in de haven van Sassnitz

HMS Otus is een onderzeeër uit de Oberon-klasse, die werd gebruikt door de Britse marine.
Deze onderzeeër werd in 1963 in gebruik genomen door de Britse marine en is onder andere gebruikt op de Falklandeilanden. In totaal zijn er 27 van dit soort schepen gebouwd. Ook de Canadese, Australische en Chileense marine hebben deze onderzeeërklasse in dienst gehad. Dit type boot stond vooral bekend om zijn stille motor en had daarom ook de bijnaam Silent Hunter.
De Britse marine maakte 28 jaar lang gebruik van die boot. Daarna is het in de haven van het Duitse Sassnitz neergelegd. Sinds 2002 is het daar in gebruik als U-boot-museum en krijgen een bezoekers een idee hoe het leven in de jaren '60, '70 en '80 op een onderzeeër moet zijn geweest.